# Christoph Ludwig von Oberg
Christoph Ludwig von Oberg (* 26. März 1689 auf Gut Oberg im Bistum Hildesheim; † 13. September 1777 ebenda) war kurfürstlich braunschweigisch-lüneburgischer General der Infanterie.

## Familie
Er entstammt der alten und reich begüterten Familie Oberg. Einer seiner Vorfahren hatte bereits Heinrich den Löwen in die Verbannung nach England begleitet. Der Mannesstamm erlosch am 26. Oktober 1861. Die Eltern des Generals waren Siegesmund Julius von Oberg (* 1647; † 20. Januar 1718) und dessen Ehefrau Sophie Magdalena von Heimburg aus dem Haus Goltern.

## Leben
Oberg trat in den hannoverschen Militärdienst. Er wurde am 11. Dezember 1707 Fähnrich und nahm am Spanischen Erbfolgekrieg teil. In der Schlacht bei Malplaquet am 11. September 1709 war er dem Stab des Herzogs von Marlborough zugeteilt und diente als dessen Ordonnanzoffizier. Als dieser 1711 die Armee verließ, schenkte er Oberg eine goldene Tabaksdose. Oberg stieg in der Armee auf und wurde 1735 Oberstleutnant. Er ging 1736 als Freiwilliger in die russische Armee und kämpfte unter Lacy gegen die Türken. Bei der Einnahme von Asow wurde er verwundet, das Angebot in russische Dienste zu wechseln lehnte er aber ab.
König Georg II. von England hatte bereits 1742 hannoveranische Truppen in die Niederlande geschickt, beim Kontingent von 1743 war nun auch Oberg dabei. Die hannoveranische Armee stand am Main. Oberg war dort Teil des Infanterieregiments Schulenburg und kämpfte am 27. Juni 1743 in der Schlacht bei Dettingen. Er wurde zum Oberst und Regimentskommandeur befördert und führte das Regiment bis zum Ende des Kriegs im Jahr 1748. Es zeichnete sich besonders am 11. Mai 1745 in der Schlacht bei Fontenoy aus, wo es eine Standarte eroberte. Oberg wurde 1754 zum Generalmajor ernannt.
Neun Jahre später trat Kurhannover in den Siebenjährigen Krieg ein. Schon vor dem Ausbruch wurde 1756 ein Hilfskorps nach England übergesetzt, um dort den Küstenschutz zu übernehmen. Als sich aber herausstellte das die Truppen nicht gebraucht wurden, kehrten sie im Frühjahr 1757 zurück. Oberg erhielt das Kommando über ein Lager bei Hameln. Dort wurden 6 Bataillone, 10 Schwadronen und 6 Artilleriekompanien zusammengezogen. Der Feldzug war aber erfolglos. Am 26. Juli ging die Schlacht bei Hastenbeck verloren und Hannover musste am 8.–10. September die Konvention von Kloster Zeven unterschreiben. Die Armee zog sich hinter die Elbe zurück und die Franzosen besetzen Kurhannover. Der Kurfürst Georg II. bestätigte die Konvention nicht und Preußen schickte den Herzog Ferdinand von Braunschweig.
In der neuen Schlachtordnung des Herzogs erhielt Oberg das Kommando des rechten Flügels vom ersten Treffen der Armee. Die Armee rückte im Februar 1758 nun gegen den Rhein vor. Oberg befehligte nun die Vorhut. Er belagerte Minden das am 14. März kapitulierte. Dennoch war der Sekretär des Herzogs, der Herr Westphalen, wenig beeindruckt, so schrieb dieser am 20. Mai 1758 „der eine ist so schlecht wie der andere; es ist indeß wahr, daß O. besser ist als Spörken“. Am 25. Juli in der Schlacht bei Krefeld befehligte Oberg das Zentrum, der Herzog von Braunschweig hatte diesem aber den Leutnant von Bülow aber als Berater mitgegeben. Oberg machte seine Sache zur Zufriedenheit des Herzogs. Nachdem das Heer über den Rhein zurückgegangen war, erhielt Oberg nun ein eigenes Korps. Mit diesem sollte er zunächst Lippstadt decken. Im September wurde er dann nach Hessen beordert, wo der General Soubise den Prinzen Isenburg gegenüber stand. Der Versuch Kassel vor den Franzosen zu erreichen scheiterte, um wenige Stunden. Stattdessen stand er den französischen General am 10. Oktober zusammen mit Isenburg bei Lutterberg gegenüber. Oberg und Isenburg wurden geschlagen und Soubise erhielt für den Sieg die Beförderung zum Marschall. Mit den Resten seines Heeres kehrte er zum Herzog von Braunschweig zurück.
Oberg bat um seine Pensionierung, welche am 6. April 1759 verfügt wurde, und zog sich auf sein Gut zurück. Er wurde noch zum General der Infanterie ernannt und starb kurz darauf am 13. September 1777.

## Familie
Oberg war mit Henriette von Westernhagen-Teistung verheiratet. Seine Tochter Wilhelmine (* 1750; † 24. April 1810) war mit Georg Hilmer Hans von der Wense (* 1. November 1742; † 18. November 1779) verheiratet. Sein Sohn Heinrich Ludwig  (* 1748; † 3. November 1790) war kurfürstlich hannoverischer Kammerjunker und heiratete 1773 Juliane Wilhelmine Davide Antoinette von dem Bussche (* 31. Oktober 1752; † 29. September 1807), Tochter von Johann Clamer Hilmer von dem Bussche-Haddenhausen (1723–1809).